# Epitranus clavatus
Epitranus clavatus är en stekelart som först beskrevs av Fabricius 1804.  Epitranus clavatus ingår i släktet Epitranus och familjen bredlårsteklar. Inga underarter finns listade i Catalogue of Life.